# Siloam (Géorgie)
Pour les articles homonymes, voir Siloam.
Siloam est une ville américaine située dans le comté de Greene, en Géorgie. Selon le recensement de 2020, sa population est de 194 habitants.